# I due liocorni/Ci mangeremo la luna
I due liocorni/Ci mangeremo la luna è il secondo singolo degli Zafra.

## Il singolo
I due liocorni è una nota canzone, scritta dalla cantautrice Marina Valmaggi per il testo e dalla stessa Valmaggi con Roberto Grotti per la musica e portata al successo nel 1978 dagli Zafra, con un singolo contenente anche Ci mangeremo la luna.
Il brano, molto diffuso soprattutto in ambienti scout, ha un testo particolare che racconta la storia dell'arca di Noè e del raduno di alcuni animali: due coccodrilli, un orangotango, due piccoli serpenti, un'aquila reale, il gatto, il topo, l'elefante, ma appunto non si vedono solo i due liocorni.
Nel 1967, il gruppo The Irish Rovers pubblicava la canzone "The Unicorn" che racconta la leggenda dell'arca di Noè attraverso un ritornello che recita: "There was green alligators and long-necked geese / Some humpty-backed camels and some chimpanzees / Some cats and rats and elephants, but sure as you're born / The loveliest of all was the unicorn". Nel 1968, otto anni prima della versione italiana, il gruppo francese Les Compagnons de la Chanson pubblicava il 45 giri "La licorne", composto da Jean Broussolle, che riporta la stessa leggenda e presenta un ritornello molto simile: "J'ai mis deux gros crocodiles et des orangs-outangs / des affreux reptiles et des jolies moutons blancs / des chats, des rats, des éléphants mais il n'y manque personne, / à part les deux mignonnes, les jolies licornes". Questi brani sono con ogni probabilità la fonte della versione italiana, tanto per il testo quanto per la musica (ritmo e melodia). Infatti, la versione italiana "I due leocorni" degli Zafra riporta la stessa leggenda e presenta un ritornello che recita: "Ci son due coccodrilli ed un orango tango / Due piccoli serpenti, un'aquila reale / Un gatto, un topo e l'elefante: non manca più nessuno / Solo non si vedono i due leocorni". Né gli autori della canzone "La licorne" né gli autori de "I due leocorni" hanno mai menzionato le canzoni che le hanno precedute. Questo fa supporre che possa trattarsi di un caso di plagio o di criptomnesia (plagio inconsapevole).
Nel 2007, l'editore Gallucci ha pubblicato un libro con la loro canzone I due liocorni illustrata dai disegni di Silvia Ziche.
Ci mangeremo la luna è la canzone pubblicata sul lato B, scritta da Asteres.

## Tracce
- I due liocorni
- Ci mangeremo la luna

## Nella cultura di massa
Nel film del 1994, Come due coccodrilli la canzone I due liocorni viene cantata e citata più volte dai personaggi. Il titolo è proprio un riferimento al primo verso (Ci son due coccodrilli...).